# بيني فلانغن
بيني فلانغن (بالإنجليزية: Penny Flanagan)‏ هي كاتبة غنائية وكاتِبة وكاتبة للأطفال ومغنية أسترالية، ولدت في 1970.

## وصلات خارجية
- بيني فلانغن على موقع ميوزك برينز (الإنجليزية)